# G.P. SBS-Miasino-Mottarone 2006
Il G.P. SBS-Miasino-Mottarone 2006, quarta edizione della corsa, venne disputata il 2 giugno 2006, per un percorso di 14,5 km. Venne vinta dall'italiano Ivan Basso, che terminò in 38'49".

## Classifica (Top 10)
| Pos. | Corridore          | Squadra  | Tempo   |
| ---- | ------------------ | -------- | ------- |
| 1    | Ivan Basso         | Team CSC | 37'49"  |
| 2    | Damiano Cunego     | Lampre   | a 1'24" |
| 3    | Volodymyr Hustov   | Team CSC | a 2'34" |
| 4    | Sylwester Szmyd    | Lampre   | a 2'39" |
| 5    | Sergio Ghisalberti | Milram   | a 3'08" |
| 6    | Paolo Tiralongo    | Lampre   | a 3'11" |
| 7    | Mauro Gerosa       | Miche    | a 4'07" |
| 8    | Fabio Sacchi       | Milram   | a 5'08" |
| 9    | Alessandro Vanotti | Milram   | a 5'14" |
| 10   | Dario Andriotto    | Liquigas | a 5'24" |